# Синегрудый расписной малюр
Синегрудый расписной малюр(лат. Malurus pulcherrimus) — птица семейства малюровых, эндемик Австралии.

## Распространение и среда обитания
Ареал птицы — внутренние юго-западные районы западной Австралии и полуостров Эйр в южной Австралии. Изначально предполагалось, что он встречается только в Западной Австралии, однако позднее был обнаружен на востоке, где некоторое время принимался за разноцветного расписного малюра. Распространение вида имеет одну особенность, связанную с разрывом их ареала на триста километров от мыса в Большом Австралийском заливе до полуострова Эйр.

## Поведение
Эта необычная птица ведёт скрытный образ жизни, поэтому её не так легко заметить. Тем не менее, самок можно заметить, если сымитировать сигнал тревоги. Взрослые самцы ещё более скрытные, чем самки и их, как правило, можно заметить лишь мельком в кустах. Если гнездо или молодые особи находятся под угрозой, взрослые самки и самцы используют технику отвлечения грызунов, характерную для малюровых.

### Питание
Птица питается преимущественно на земле, добывая жуков, личинок, муравьёв, долгоносиков, ос и мелких беспозвоночных.

### Размножение
Сравнительно короткий сезон размножения продолжается с августа по ноябрь. Это означает, что вид имеет время только на одну, реже две кладки в год. Строят гнёзда, насиживают яйца и заботятся о птенцах только самки. Время, затрачиваемое на строительство гнезда, составляет примерно неделю. Кладка, в среднем, состоит из трёх овальных кремовых яиц с крупными пятнами и красно-коричневыми крапинками, особенно у основания. О времени инкубации и развитии птенцов мало что известно, но оно, вероятно, одинаково, как и у других близких родственников семейства малюровых. Тем не менее, и родители, и другие члены семейной группы кормят птенцов.

### Вокализация
Связь между птицами поддерживается нежными короткими трелями. Сигналом тревоги является типичные для малюров короткие жужжащие ноты, неоднократно издаваемые всеми членами группы. Песня самца почти не отличается от песни семейной группы. Для защиты территории самец в глубокой листве кустарников издаёт нежное щебетание или жужжащие трели.